# Mont Indoukat-n-Taglès
Le mont Indoukat-n-Taglès (variantes orthographiques : Indoukal, Taghès) est une montagne du Niger, point culminant du pays et du massif de l'Aïr. Son altitude est de 2 022 mètres.
Il est situé dans le sud de l'Aïr, dans les monts Bagzane, à la limite des départements d'Arlit et de Tchirozérine.